# Rodolfo Terlizzi
Rodolfo Terlizzi (n. 17 octombrie 1896, Florența, Regatul Italiei – d. 11 iulie 1971, Florența, Italia) a fost un scrimer ce a reprezentat Italia, medaliat olimpic. A participat la 2 ediții ale Jocurilor Olimpice (1920, 1932) în care a câștigat o medalie de aur.